# Noam Morgensztern
Pour les articles homonymes, voir Morgensztern.
Noam Morgensztern est un comédien, réalisateur, auteur, musicien, technicien du son et metteur en scène français, né le 17 décembre 1980 à Toulouse.
Il est pensionnaire de la Comédie-Française depuis le 12 avril 2013.

## Biographie

### Famille et enfance
Noam Morgenztern a commencé simultanément le théâtre et le piano à l’âge de 8 ans. Il est le fils du réalisateur et documentariste Isy Morgensztern.

### Formation
En 2003, il entre au Conservatoire National Supérieur d’Art Dramatique de Paris. Il travaille notamment sous la direction de Muriel Mayette, Dominique Valadié, Daniel Mesguich et Andrzej Seweryn. En 2005, sa deuxième année au conservatoire, il découvre le métier d’acteur de Fiction Radiophonique. II exerce alors à France Culture et France Inter dans différents types de fictions.
En 2008, il se forme professionnellement au métier de technicien du son, à l’Institut national de l'audiovisuel. Il y apprend les techniques pour prendre et restituer du son. Il devient illustrateur sonore, mixeur pour des documentaires TV, preneur de son pour le cinéma, pour des captations de concerts de musique classique et commence à réaliser ses propres projets sonores.
En 2011, il apprend les premiers principes de la composition en musique classique, à la Jerusalem Academy of Music and Dance.

### Carrière
En 2006, il crée sa propre émission de radio sur JFM, Écoutez pour voir, une séance mensuelle de mise en ondes des grands auteurs de la littérature mondiale. En 2007, il passe à la mise en scène. Il crée un spectacle autour de l’œuvre de Charlotte Delbo et du compositeur Franz Léhar, Car cela devient une histoire.
Il entre à la Comédie-Française en 2013 avec le rôle d’Arlequin dans Le Jeu de l’amour et du hasard de Marivaux.
En 2020, il passe à la réalisation sonore d'œuvres littéraire. Il réalise, joue et enregistre l'intégral de La Bible des écrivians. Suivra l'album musical La Clef des Grands Chants, dont il co-compose la musique avec le musicien Théophile Blanckaert.
En 2023, il publie son premier roman : Après la peau sélectionné au Prix Hors Concours 2024.

## Théâtre

### Rôles à la Comédie-Française
Pensionnaire de la Comédie-Française entré le 12 avril 2013.
- 2014 : 
  - Le Malade imaginaire de Molière, mise en scène Claude Stratz, Salle Richelieu - Monsieur Bonnefoy et Monsieur Fleurant
  - Othello de William Shakespeare, mise en scène Léonie Simaga, Théâtre du Vieux-Colombier - Montano
  - Le Jeu de l’amour et du hasard de Marivaux, mise en scène Galin Stoev, tournée France et Amérique Latine - Arlequin
- 2015 : 
  - La Dame aux jambes d'azur d'Eugène Labiche, mise en scène Jean-Pierre Vincent, Studio-Théâtre - Le machiniste
  - Le Songe d'une nuit d'été de William Shakespeare, mise en scène Muriel Mayette-Holtz, Salle Richelieu - Démétrius
  - George Dandin de Molière, mise en scène Hervé Pierre, Théâtre du Vieux-Colombier - Lubin
- 2016 : 
  - George Dandin / La Jalousie du Barbouillé de Molière, mise en scène Hervé Pierre, Théâtre du Vieux-Colombier, tournée Maroc, Tunisie - Lubin / Le Docteur
- 2017 : 
  - One man au Studio – Au pays des mensonges, jeu, adaptation et mise en scène de Noam Morgensztern, d'après des nouvelles d’Etgar Keret, Studio Théâtre[2]
  - La Tempête de William Shakespeare mise en scène Robert Carsen
  - Cyrano de Bergerac, mise en scène Denis Podalydes, Bellerose – Le Cavalier. Salle Richelieu
  - Vania, d'après Oncle Vania d'Anton Tchekhov, mise en scène Julie Deliquet, Théâtre du Vieux-Colombier - Ilia Ilitch Tiéliéguine – La Gauffre
  - La Ronde d'Arthur Schnitzler, mise en scène Anne Kessler, Théâtre du Vieux-Colombier - Le Soldat – Le pianiste
  - Vingt mille lieues sous les mers de Jules Verne, mise en scène Christian Hecq et Valérie Lesort , Théâtre du Vieux-Colombier - Flippos
  - Charlotte Delbo de Noam Morgensztern, Grenier des acteurs
  - Tintin, pour l’adaptation radiophonique France Culture des albums de Tintin. (Cigares du Pharaon, Lotus Bleu, Sept boules de cristal…)
- 2018 : 
  - La Nuit des rois de William Shakespeare, mise en scène Thomas Ostermeier
  - La Locandiera de Carlo Goldoni, mise en scène Alain Françon
  - Fanny et Alexandre d'Ingmar Bergman, mise en scène Julie Deliquet
  - L'hôtel du libre échange de Georges Feydeau, mise en scène Isabelle Nanty
  - Les Serge (Gainsbourg point barre), mise en scène Stéphane Varupenne et Sébastien Pouderoux
- 2019 : 
  - Jules César de William Shakespeare, mise en scène Rodolphe Dana, Théâtre du Vieux-Colombier
- 2022 : 
  - Les Précieuses ridicules de Molière, mise en scène Stéphane Varupenne et Sébastien Pouderoux, Théâtre du Vieux-Colombier
  - Le Roi Lear de William Shakespeare, mise en scène Thomas Ostermeier, Salle Richelieu
- 2024 : Macbeth de William Shakespeare, mise en scène Silvia Costa, Salle Richelieu

### Hors Comédie Française
- 2002 : La nuit des assassins de José Triana, mise en scène Victor Quezada-Perez, Festival Off d'Avignon, théâtre de la Tache d’Encre, la Cave à Théâtre, Paris - Lalo
- 2003 : Victor Jara, création musicale de Victor Quezada-Perez, Festival Off d'Avignon, théâtre de la Tache d’Encre, la Cave à Théâtre, Paris, tournée - Rôle : Victor Jara
- 2004 : Pablo Neruda, il y a cent ans naissait un poète, lecture de textes et poèmes, mise en scène Victor Quezada-Perez Festival d'Avignon
- 2004 : Petit boulot pour vieux clown de Matei Vișniec, mise en scène Victor Quezada-Perez, Paris, tournée - Rôle : Nicollo
- 2007 : Espagne au cœur de Victor Quezada-Perez avec le groupe chilien Quilapayun, Arènes de Nanterre
- 2008 : Le Plus Heureux des trois d' Eugène Labiche, mise en scène Igor Mendjisky, Théâtre Cine 13
- 2010-2013 : Masques & Nez, création collective, compagnie des Sans Cou, mise en scène Igor Mendjisky, tournée

### Mise en scène et adaptation
- 2007 : Car cela devient une histoire, création à partir de l’œuvre de Charlotte Delbo et du compositeur Franz Léhàr, Conservatoire National Supérieur d’Art Dramatique de Paris, Scène Watteau (Nogent-sur-Marne), Lectures et exposition au Jeune Théâtre National
- 2017 : One man au Studio – Au pays des mensonges d'après des nouvelles d’Etgar Keret, Studio Théâtre

## Filmographie

### Cinéma
- 1993 : Le Condamné, court-métrage de Xavier Giannoli
- 1998 : Les Parasites de Philippe de Chauveron : Xavier
- 1999 : Le Voyage à Paris de Marc-Henri Dufresne
- 2005 : Le Frein à main, court métrage de Pierre Nef
- 2005 : Salomé, court-métrage de Minh Sourintha
- 2023 : Le Consentement de Vanessa Filho
- 2023 : Paternel de Ronan Tronchot

### Télévision
- 1996 : Karine et Ari, série de 52 épisodes de Philippe Roussel et Emmanuel Fonlladosa : Mathieu Richter
- 1996 : J'ai deux amours de Caroline Huppert : Simon
- 1998 : Avocats et Associés, épisode Premier Dossier de Phillipe Tribois
- 1998 : Au coeur de la loi de Denis Malleval
- 1999-2006 : Louis la Brocante de Pierre Sisser, Michel Favart, P. Marty : Augustin Jansen dit "Tintin", le neveu de Maryvonne et Louis (5 épisodes (4. Louis et la prison de cristal - 9. Louis et la mémoire de la vigne - 15. Louis et la figurine d'argile - 16. Louis, Mathilde et les autres - 31. Louis et le condamné à domicile)
- 1999 : La Crèche de Patrice Martineau et Jacques Fansten, épisode Une place en crèche
- 1999 : Le Porteur de destins de Denis Malleval
- 2000 : Dossier : Disparus, épisode Richard et Ben de Paolo Barzman
- 2000 : Mary Lester, épisode Le retour de Molly de Christiane Le Herussey
- 2009-2013 : Alice Nevers, le juge est une femme, de Denis Amar, François Velle, René Manzor : Lieutenant Max Cohen
- 2012 : La Loi de mon pays de Dominique Ladoge: Benjamin
- 2013 : Que d'amour ! de Valérie Donzelli
- 2019 : Laëtitia de Jean-Xavier de Lestrade, mini-série : Tony Meilhon
- 2021 : Paris Police 1900, mini-série : Gustave Pertaud
- 2021 : L'Île aux trente cercueils, mini-série de Frédéric Mermoud : le père Favre
- 2022 : Les Combattantes d'Alexandre Laurent, mini-série : Louis Compoing
- 2022 : Jeux d'influence, saison 2 de Jean-Xavier de Lestrade : Bruno Menjaud
- 2023 : De Grâce, mini-série : François Kieffer

### Doublage
- 2000 : Malèna de Giuseppe Tornatore : deux enfants
- 2000 : Kandahar de Mohsen Makhmalbaf : trois enfants
- 2000 : La Pianiste de Michael Haneke : le premier élève
- 2000 : La Chambre du fils de Nanni Moretti : le fils
- 2002 : Légende de Parva de Jean Cubaud : Homme, femme et un enfant
- 2005 : Vie et mort d'Andy Warhol de J-M Vecchiet
- 2005 : Munich de Steven Spielberg : un commando, un soldat
- 2008 : Big City life 5, 5 épisodes pour TV Voyages
- 2011 : Children of Glory de Krystyna Golda : Charlie
- 2011 : Sports Channels
- 2015 : Dans l'ombre des Tudors : Richard Cromwell (Joss Porter) (mini-série)

## Radio
2005-2017 : Fictions France-Inter et France-Culture : Nuits noires, nuits blanches, Au fil de l’histoire, Le feuilleton France Culture, Drôle de drames, Fictions enfantines, Fictions perspectives contemporaines etc.
- Réalisation : Benjamin Abitan :
  - Les Aventures deTintin (Rôle: Tintin)[3]
- Réalisation Christine Bernard Sugy :
  - Carlos
  - Machiavelib
  - Des phrases courtes, ma chérie
  - Les poux
  - C'est normal
- Réalisation Marguerite Gâteau :
  - Les tortues viennent toutes seules
  - Pêcheurs d'Islande
  - L’accident
  - Hyper
  - L'affaire Gouffé
- Réalisation Étienne Valles :
  - La pyramide Maya
  - L’autre

## Technicien du son
Réalisation
- La Traversée Sonore de La Bible des écrivains (Bayard)
- La Cléf des Grands Chants, (ADF Bayard)

Prise de son - mixage - illustration sonore (2007-201)
- Paradis béton, film de Manu Laskar et Jenny Teng
- Le tocard de la fac, court métrage Canal + de Rodolphe Pauly
- Transit, court métrage cinéma de David Benhamou, Eva Productions
- Daniel Boulud, un certain goût pour l'Amérique, film de Thierry Bellaïche, 2 x 52 min, diff. France 3, NY French Ambassy
- Mengo Mengo, film de Pierre-Paul Ruijs, 90 min, diff. Voyages TV
- Paul Morissey, film de Karim Zérahien, 2 x 52 min, diff. Ciné-Cinéma
- Transit, film de David Benhamou, diff. Palais de Tokyo, Paris
- Auschwitz, une chronotopologie, triptyque, documentaires d’Emil Weiss, 3 x 90 min, diff. Arte

Captation musique (2008-2009)
- Chœurs d'Europe, concerts classique pour Mezzo TV (3 documentaires de 52 min) Enregistrement « live », prise de Son Multicanal
- Duruflé : Requiem - Haydn : La création - Mozart : Messe de l’orphelinat - Fauré : Cantique de Jean Racine
- Chef d’orchestre : Francis Bardot, avec le Jeune Chœur d’Île-de-France & l’Orchestre Bel’Arte. Réal : Yohan Khatir

Créations radiophoniques
- 2006-2010 : Écoutez pour voir, création d’une émission littéraire mensuelle, 30 min pour JFM, 94.8 FM - Lectures de textes de S. Zweig, D. Lodge, S. Grumberg, P. Auster, A. Cohen, W. Shakespeare, D. Buzzati, A. Nothomb, I. Bashevis Singer…
- 2008 : La soif, réalisation fiction radiophonique à partir d’un texte de Charlotte Delbo, diff. INA
- 2008 : 9/11, sons du 11 septembre 2001, création sonore pour commémoration, diff. Hôtel de Ville de Paris

## Pianiste, créations
- 2004 : Présentation, accompagnement piano et improvisation au CNSAD pour Andrzeij Seweryn
- 2005 : Le Songe de Strindberg., composition chant et piano au CNSAD pour Lukàs Hemleb
- 2006 : Mission, théâtre, création au CNSAD pour Arpàd Schilling
- 2007 : Raymond Devos, spectacle hommage, Cie « A quand la dérive »
- 2008 : Les 3 religions monothéistes, création et improvisation à l’Abbaye de Fontevraud, sur des films inédits de Georges Méliès pour Isy Morgensztern
- 2011 : Fathers and child for a walk, valse

## Distinction
- Festival de la fiction TV de La Rochelle 2010 : Meilleur espoir masculin pour La Loi de mon pays[4]